# Lilla Ljusgöl
Lilla Ljusgöl är en sjö i Västerviks kommun i Småland och ingår i Storån-Botorpsströmmens kustområde. Sjön har en area på 0,148 kvadratkilometer och ligger 47,5 meter över havet. Sjön avvattnas av vattendraget Verkebäcksån. Vid provfiske har abborre, gädda och mört fångats i sjön.

## Delavrinningsområde
Lilla Ljusgöl ingår i det delavrinningsområde (640667-153443) som SMHI kallar för Inloppet i Vångaren. Medelhöjden är 55 meter över havet och ytan är 17,22 kvadratkilometer. Det finns inga avrinningsområden uppströms utan avrinningsområdet är högsta punkten. Avrinningsområdets utflöde Verkebäcksån mynnar i havet. Avrinningsområdet består mestadels av skog (67 procent) och jordbruk (19 procent). Avrinningsområdet har 0,23 kvadratkilometer vattenytor vilket ger det en sjöprocent på 1,3 procent.